# 格里瑟姆 (北卡羅萊納州)
格里瑟姆（英語：Grissom）是位於美國北卡羅萊納州格蘭維爾縣的非建制地區。

## 歷史
格里瑟姆的郵局於1877年設立，其後於1914年停運。

## 地理
格里瑟姆所處的海拔為高於海平面144米（即472英呎），而該地所採用的時區為UTC-5，即北美东部时区（EST）。同時該地設有夏令時間，為UTC-5調快一小時，即UTC-4（EDT）。